# Westerly State Airport

i7
i11
i13

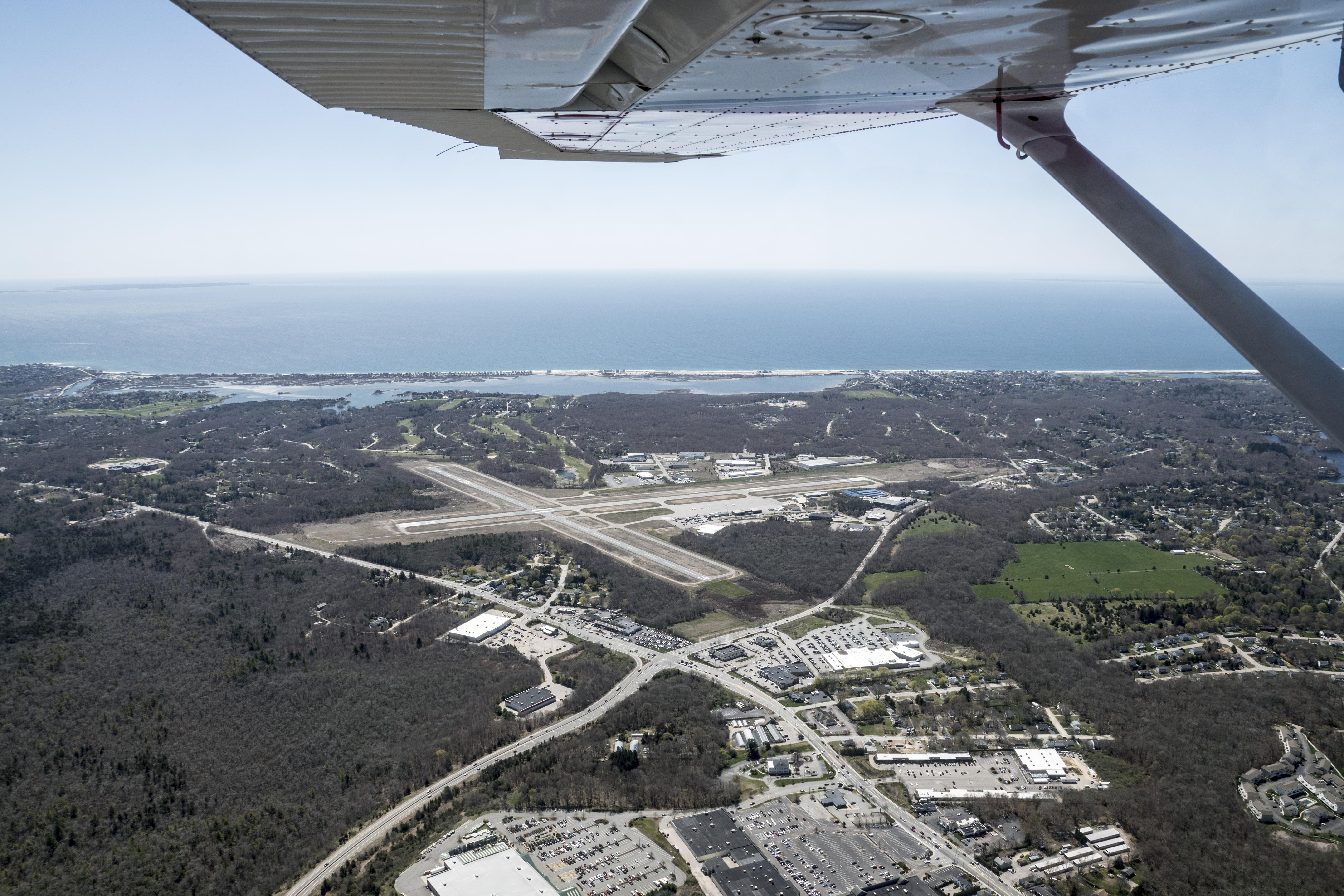
Westerly State Airport (2016)

Der Westerly State Airport (IATA: WST; ICAO: KWST) ist ein öffentlicher Flughafen, welcher sich im Washington County im Bundesstaat Rhode Island befindet. Der Flughafen wird überwiegend durch die Allgemeine Luftfahrt genutzt; es gibt jedoch auch einen planmäßigen Flugbetrieb durch die New England Airlines nach Block Island.
Westerly ist einer von sechs aktiven Flughäfen, die durch die Rhode Island Airport Corporation betrieben werden. Die anderen sind die Flughäfen von Providence, Newport, Pawtucket, North Kingstown und Block Island.

## Geschichte
In den 1920er Jahren hatte der Flughafen nur eine Graspiste und wurde in den 1940er Jahren nach dem Flughafen Providence der zweite staatliche Flughafen der USA. Während des Zweiten Weltkriegs wurde er wegen seiner Lage zwischen Boston und New York City als Basis für die Navy genutzt und deswegen asphaltiert.

## Infrastruktur
Der Flughafen umfasst eine Fläche von 130 Hektar und liegt auf einer Höhe von 25 Meter über dem Meer. Die beiden asphaltierten Pisten haben folgende Abmessungen:
- 07/25: 1222 × 30 Meter
- 14/32: 1207 × 23 Meter

## Zwischenfälle
Am 28. November 1989 stürzte eine Britten-Norman BN-2 Islander der New England Airlines (Luftfahrzeugkennzeichen N127JL) während eines nächtlichen Charterfluges zum Westerly State Airport nach dem Start vom Block Island State Airport sieben Kilometer nordwestlich von Block Island (Rhode Island) ins Meer. Alle acht Insassen, sieben Passagiere und ein Besatzungsmitglied, kamen dabei ums Leben. Die Ursache für den Absturz konnte nicht ermittelt werden.